# New Profit Inc.
New Profit Inc. — некоммерческая социально-инновационная организация и фонд венчурной филантропии, базирующийся в Бостоне. Стремится увеличить социальную мобильность и реализовать лучшие социальные идеи со всей страны. Вместе с партнёрами и другими филантропами New Profit инвестирует средства в проекты социальных предпринимателей, поддерживает проекты в сфере образования, здравоохранения, развития детей и молодёжи, объединяет усилия социальных предпринимателей и других некоммерческих объединений.

## История
После запуска и развития двух некоммерческих организаций (Public Allies и Women's Information Network) Ванесса Кирш и её муж Алан Хазей объездили более двадцати стран мира, общаясь с другими социальными предпринимателями. По возвращении Кирш поняла, что некоммерческий сектор испытывает недостаток в свободном капитале и решила основать фонд, который облегчит доступ социальных стартапов к финансовым ресурсам. Организация New Profit Inc. была организована Ванессой Кирш в 1998 году. При поддержке международной консалтинговой компании Monitor Group (сейчас известна как Monitor Deloitte) Кирш с партнёрами помогла запустить более 30 социальных проектов и компаний. В апреле 2013 года New Profit Inc. переехала из Кембриджа в Бостон.

## Проекты
В 1999 году New Profit Inc. начала консультировать и поддерживать первые социальные компании — Jumpstart, Citizen Schools и Working Today (сегодня — Freelancers Union). New Profit поддерживает социальных предпринимателей в четырёх основных областях: расширение экономических возможностей и укрепление потенциала, образование, развитие детей и здравоохранение. Таким предпринимателям предоставляются гранты, консультации, юридическая помощь, тренинги и стратегическое планирование.
New Profit основала Pathways Fund, который через гранты и социальных предпринимателей в сфере образования помогает подросткам окончить среднюю школу, поступить в колледж и найти хорошую работу. Также New Profit учредила Action Tank, через который создала инициативу America Forward (коалиция почти 50 некоммерческих организаций, которая создаёт инфраструктуру для социальных предпринимателей и правительства) и проводит ежегодное мероприятие Gathering of Leaders.
- YouthBuild USA, Year Up, The Mission Continues, Single Stop, Roca Inc., Peace First, MLT, LIFT, First Place for Youth, Family Independence Initiative (расширение экономических возможностей и укрепление потенциала).
- The Achievement Network/ANet, New Teacher Center, New Leaders, New Classrooms Innovation Partners, KIPP, iMentor, Eye to Eye, Educators for Excellence, College Summit, The College Advising Corps, College Possible (образование).
- Turnaround for Children, AVANCE, Acelero Learning (развитие детей).
- Peer Health Exchange, FoodCorps, Health Leads (здравоохранение).